# Zabreška planina
Zabreška planina se nahaja jugozahodno od Stola. Planina velja za razgledno planino in se iz vrha planine odpre pogled na del gorenjske ravnine - Blejsko jezero, Jelovico, Julijske Alpe.

### Sosednje gore
- Prešernova koča na Stolu (2174m)
- Smolnik (1075m)
- Stol (2236m)
- Sveti Lovrenc nad Zabreznico (725m)
- Turška jama v Gozdašnici (835m)
- Valvasorjev dom pod Stolom (1181m)
- Žirovniška planina (1200m)